# اشتراسریسم

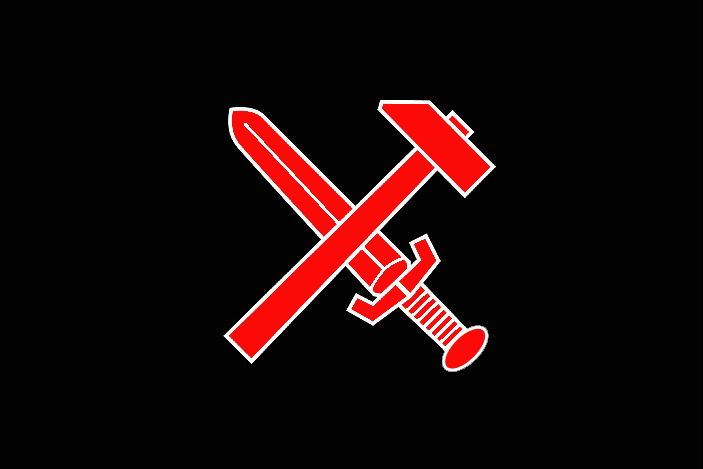
آرم اشتراسریسم

اشتراسریسم یا اشتراسِرگرایی (به انگلیسی: Strasserism) نوعی از ناسیونال سوسیالیسم است که حول محور آراء دو برادر به نام اتو اشتراسر و گرگور اشتراسر به‌وجود آمد و به خاطر عقاید رادیکالی و تندروی در آنچه آن را ناسیونال سوسیالیسم واقعی می‌خوانند، مشهور هستند. گرگور اشتراسر از اعضای بلندپایه حزب نازی و از بزرگ‌ترین رقبای آدولف هیتلر محسوب می‌شد. برخی از افراد در کابینهٔ هیتلر، مانند دکتر یوزف گوبلس، وزیر پروپاگاندا و دکتر یالمار شاخت، وزیر اقتصاد رایش، گرایش‌هایی به اشتراسریسم داشتند.

## عقاید
اشتراسریست‌ها برعکس هیتلریست‌ها هر شکلی از سرمایه‌داری را مردود دانسته و خواهان حذف مالکیت خصوصی و اداره صنایع و ابزار تولید بدست سندیکاهای کارگری بودند.
اشتراسرها به ویژه گرگور اشتراسر آدولف هیتلر را خائن به ایدئولوژی می‌دانستند و معتقد بودند که هیتلر ناسیونال سوسیالیسم را آنطور که باید اجرا نکرده و قدرت را به سرمایه داران سپرده‌است.
اشتراسریست‌ها برای تصاحب قدرت مانند چپ‌ها روش انقلاب و در درجه دوم رخنه در دستگاه حکومت را پیشنهاد می‌کنند.
اشتراسرها برخلاف آدولف هیتلر که معتقد به تقدم ناسیونالیسم بر سوسیالیسم بود؛ معتقد به تقدم سوسیالیسم بر ناسیونالیسم بودند.
از جمله کتاب‌های این مردم می‌توان به کتاب‌های:
_ آلمان آزاد در برابر هیتلر اثر اتو اشتراسر
_ هیتلر و من اثر اتو اشتراسر
_ بیداری سیاسی من اثر آنتوان درکسلر
اشاره کرد که البته تمامی این کتاب‌ها ترجمه نشده هستند و در ایران موجود نیستند.
نماد اشتراسریست‌ها عبارت است از یک پرچم پتک و شمشیر در زمینه سیاه که نماد جبهه سیاه و اشتراسریسم است.
امروزه اشتراسریست‌ها در کشورهای آلمان، اوکراین و لهستان وجود دارند و به تبلیغ این عقیده مشغول هستند.